# Finsing (Bawaria)
Finsing – miejscowość i gmina w Niemczech, w kraju związkowym Bawaria, w rejencji Górna Bawaria, w regionie Monachium, w powiecie Erding. Leży około 10 km na południowy zachód od Erdinga.

## Dzielnice
W skład gminy wchodzą następujące dzielnice: Finsing, Finsingermoos, Hinteres Finsingermoos, Neufinsing i Eicherloh.

## Demografia
| Rok  | Liczba mieszk. |
| ---- | -------------- |
| 1970 | 1 961          |
| 1987 | 2 494          |
| 2000 | 3 846          |
| 2007 | 4 166          |

### Struktura wiekowa
Dane o ludności z 31 grudnia 2008:
| Opis                                | Ogółem | Ogółem | Kobiety | Kobiety | Mężczyźni | Mężczyźni |
| ----------------------------------- | ------ | ------ | ------- | ------- | --------- | --------- |
| Jednostka                           | osób   | %      | osób    | %       | osób      | %         |
| Populacja                           | 4228   | 100    | 2070    | 48,96   | 2158      | 51,04     |
| Wiek przedprodukcyjny (0–17 lat)    | 815    | 19,28  | 405     | 9,58    | 410       | 9,7       |
| Wiek produkcyjny (18–65 lat)        | 2906   | 68,73  | 1394    | 32,97   | 1512      | 35,76     |
| Wiek poprodukcyjny (powyżej 65 lat) | 507    | 11,99  | 271     | 6,41    | 236       | 5,58      |

## Polityka
Wójtem gminy jest Max Kressirer, poprzednio urząd ten obejmował Heinrich Krzizok, rada gminy składa się z 16 osób.
|      | CSU | SPD | WGN | WGEF | FWG | Razem |
| 2008 | 5   | 3   | 3   | 3    | 2   | 16    |
| 2002 | 3   | 3   | 5   | 3    | 2   | 16    |

## Oświata
W gminie znajdują się trzy przedszkola (175 miejsc) oraz szkoła podstawowa z częścią Hauptschule (27 nauczycieli, 453 uczniów).